# Вилић
Вилић је насељено мјесто у општини Илијаш, Босна и Херцеговина.

## Становништво
|         | 2013.      | 1991.        | 1981.        | 1971.        |
| Укупно  | 6 (100,0%) | 63 (100,0%)  | 79 (100,0%)  | 81 (100,0%)  |
| Бошњаци | 6 (100,0%) | 36 (57,14%)1 | 39 (49,37%)1 | 41 (50,62%)1 |
| Срби    | –          | 27 (42,86%)  | 40 (50,63%)  | 40 (49,38%)  |

1. 1 На пописима од 1971. до 1991. Бошњаци су пописивани углавном као Муслимани.